# Campeonato Nacional da 1.ª Divisão de Portugal de 2007–08 (basquetebol feminino)
O Campeonato Nacional da 1ª Divisão Feminina de 2007/2008, foi a 48ª edição de competição organizada pela Federação Portuguesa de Basquetebol, disputada por 12 equipas, em duas fases. O Maritimo SC conquistou o seu 1º Título.

## Clasificação 1ª Divisão Feminina Fase Regular
|     | Clasificação 2007-2008 | J  | V  | D  | PM   | PS   | Dif. | Pts |
| --- | ---------------------- | -- | -- | -- | ---- | ---- | ---- | --- |
| 1.  | B. de Barcelos         | 18 | 16 | 2  | 1038 | 890  | +148 | 34  |
| 2.  | ADE Sintra             | 18 | 14 | 4  | 1165 | 953  | +212 | 32  |
| 3.  | CAR Jamor              | 18 | 13 | 5  | 1059 | 933  | +126 | 31  |
| 4.  | UA António Aroso       | 18 | 11 | 7  | 1050 | 992  | +58  | 29  |
| 5.  | SC Coimbrões           | 18 | 9  | 9  | 1069 | 1071 | -2   | 27  |
| 6.  | União Micaelense       | 18 | 7  | 11 | 1024 | 1078 | -54  | 25  |
| 7.  | CS Marítimo            | 18 | 6  | 12 | 1073 | 1113 | -40  | 24  |
| 8.  | Académico FC           | 18 | 6  | 12 | 950  | 1034 | -84  | 24  |
| 9.  | ES Amadora             | 18 | 4  | 14 | 929  | 1052 | -123 | 22  |
| 10. | GD Gafanha             | 18 | 4  | 14 | 983  | 1224 | -241 | 22  |
| 11. | BAC                    | 0  | 0  | 0  | 0    | 0    | 0    | 0   |
| 12. | BC Pombal              | 0  | 0  | 0  | 0    | 0    | 0    | 0   |

O BAC e o BC Pombal desistiram antes do Campeonato começar,

## Apuramento de Campeão
|  | Quartas de final | Quartas de final |                |   | Semifinais | Semifinais |  |  | Final | Final |
|  |                  |                  |                |   |            |            |  |  |       |       |
|  |                  |                  |                |   |            |            |  |  |       |       |
|  |                  |                  |                |   |            |            |  |  |       |       |
|  | B. de Barcelos   | 2                |                |   |            |            |  |  |       |       |
|  | B. de Barcelos   | 2                |                |   |            |            |  |  |       |       |
|  | ES Amadora       | 0                |                |   |            |            |  |  |       |       |
|  | ES Amadora       | 0                | B. de Barcelos | 2 |            |            |  |  |       |       |
|  |                  |                  | B. de Barcelos | 2 |            |            |  |  |       |       |
|  |                  | SC Coimbrões     | 0              |   |            |            |  |  |       |       |
|  | SC Coimbrões     | SC Coimbrões     | 0              | 2 |            |            |  |  |       |       |
|  | SC Coimbrões     |                  |                | 2 |            |            |  |  |       |       |
|  | União Micaelense | 0                |                |   |            |            |  |  |       |       |
|  | União Micaelense | 0                | B. de Barcelos | 1 |            |            |  |  |       |       |
|  |                  |                  | B. de Barcelos | 1 |            |            |  |  |       |       |
|  |                  | CS Marítimo      | 3              |   |            |            |  |  |       |       |
|  | ADE Sintra       | CS Marítimo      | 3              | 2 |            |            |  |  |       |       |
|  | ADE Sintra       |                  |                | 2 |            |            |  |  |       |       |
|  | Académico FC     | 1                |                |   |            |            |  |  |       |       |
|  | Académico FC     | 1                | ADE Sintra     | 1 |            |            |  |  |       |       |
|  |                  |                  | ADE Sintra     | 1 |            |            |  |  |       |       |
|  |                  | CS Marítimo      | 2              |   |            |            |  |  |       |       |
|  | UA António Aroso | CS Marítimo      | 2              | 0 |            |            |  |  |       |       |
|  | UA António Aroso |                  |                | 0 |            |            |  |  |       |       |
|  | CS Marítimo      | 2                |                |   |            |            |  |  |       |       |
|  | CS Marítimo      | 2                |                |   |            |            |  |  |       |       |

Finais
| B. de Barcelos | 38 | CS Marítimo    | 60 |
| B. de Barcelos | 45 | CS Marítimo    | 55 |
| CS Marítimo    | 57 | B. de Barcelos | 60 |
| CS Marítimo    | 48 | B. de Barcelos | 39 |
| -------------- | -- | -------------- | -- |

| Vencedor da 1ª Divisão Feminina de Basquetebol 2007-08 |
| ------------------------------------------------------ |
| Maritimo SC 1º título                                  |